# 辨官局
弁官局，是日本律令制政府机构，分左右兩部，故又稱為「左右弁官局」，由太政官中的辨官领导，最高長官為「左右大弁」。辨官局是負責管轄八省的各部門，與少納言局合稱「太政官三局」。左弁官局負責管轄中務省、式部省、治部省、民部省四個下屬部門、右弁官局則負責管轄兵部省、刑部省、大藏省、宮内省這四個下屬部門。

## 簡介
屬於太政官的弁官局分為左右兩局，各自管理四個省。弁官局的職責是监督各省、將太政官的命令傳達給各省和各令制國、在議政官組織（大臣、大納言、中納言、参議）下負責執行各項政務，和起草相關文書，并以『官符』（太政官發布的命令）、『官牒』（太政官對其他部門的詢問書）的形式发布太政官的各項命令。

## 組織
| 弁官          |   | 史官          |   | 職員           |   | 職員          |   | 職員           |   | 職員          |
| ------------- | - | ------------- | - | -------------- | - | ------------- | - | -------------- | - | ------------- |
| 大弁（各1人） | → | 大史（各2人） | → | 史生（各10人） | → | 官掌（各2人） | → | 使部（各80人） | → | 直丁（各4人） |
| 中弁（各1人） |   | 少史（各2人） |   | ↓              |   | ↓             |   |                |   |               |
| 少弁（各1人） |   |               |   | →              | → | →             | → | 召使（各2人）  |   |               |

- 召使：是下級官員史生和官掌、使部等之下的負責處理各項雜役的小吏。
- 可知「左右弁官局」各自官吏定員約有105人，合計約莫「210人」。

### 弁官
唐名為「尚書」，又稱『六座』（大中少弁正員共六人），所謂的「弁」（通「辨」），就是判，即判斷、判定的意思。若同級的弁官有缺席時，可以代為處理政務。

### 史官
是太政官四等官制中的第四等－主典。分为大史、少史是「顯官」之職，與外記、式部丞、民部丞、左右衛門尉、彈正忠、勘解由判官等官職，皆為中下級官職裡面特別重要的職位，對於並非是上層公卿家族出身的人來說，因為負責各項文書工作，與上層交流頻繁，是一個較易進入上流階層的職位。大史、少史負責記錄、起草、发布公文，并調查公務中的缺失。由于大史、少史及其下官吏精通算道、文書，成为具有专业意識的团体，大史、少史则是辨官局实务工作的最高领导者。
『大史』（正六位上）
定員為左右各2人，稱為「左大史」、「右大史」，官階正六位上，鎌倉時代有左大史晋升为五位的惯例，10世紀末开始左大史一职由公家小槻氏世襲占有。
『少史』（正七位上）
定員為左右各2人，稱為「左少史」、「右少史」，官階正七位上。

### 職員
大史、少史之下的史生等官吏负责文书抄写工作。
『史生』
定員為左右各10人。
『官掌』
定員為左右各2人。
『使部』
定員為左右各80人。
『直丁』
定員為左右各4人。

### 雜役小吏
『召使』
定員為左右各2人。